# サル免疫不全ウイルス
サル免疫不全ウイルス（サルめんえきふぜんウイルス、英: simian immunodeficiency virus: SIV）は、霊長類を自然宿主とするウイルスであり、宿主の免疫細胞に感染し免疫細胞を破壊して、後天的に免疫不全を発症させるウイルスである。SIVはアフリカ大陸に生息する霊長類に広く分布しており、アフリカミドリザル等のセルコピテクス属、マンドリル等のドリル属、スーティーマンガベー等のマンガベー属、そしてチンパンジーから分離されている。アジアに生息するマカク属のサルからも分離されているが、自然感染の例が無く、全てアメリカの霊長類センターで飼育されているサルから分離されたため、同施設で飼育されていたアフリカ産のサルから感染したものと考えられている。
ウイルスの分類上は、エンベロープを持つプラス鎖の一本鎖RNAウイルスであるレトロウイルス科 (Retrovividae) レンチウイルス (lentivirus) 亜群に属する。SIVとして一括りにされているが、実際には多くの種類が存在する。
SIVはヒト免疫不全ウイルスのHIV-1、HIV-2の起源と考えられており、突然変異によって人に感染する能力を獲得したものと考えられている。ウイルスの塩基配列を比較すると、HIV-1はチンパンジーから分離されたSIVcpzに近く、HIV-2はスーティマンガベー（英語: Sooty mangabey）から分離されたウイルスSIVsmmに近い。この様なことから、SIVに感染したサルからヒトへと感染し、HIVに進化した物と考えられている。HIV-1とHIV-2の基本的な遺伝子の構造はほぼ同じであるが、塩基配列の類似性は低く60%ほどである。最も大きな遺伝子の相違は、HIV-1にはvpu、HIV-2にはvpxがそれぞれに存在することである。またこの相違はSIVcpzとSIVsmmの間にも見られることから、HIV-1とHIV-2はそれぞれ独立した祖先から、ヒトに感染する能力を持ったウイルスに進化したものと考えられている。
しかし、ヒトにおけるHIV-1やHIV-2感染とは異なり、サルなどの霊長類におけるSIV感染は多くの場合で病原性を示さない。これは、宿主のウイルスに対する進化的適応による。たとえば、スーティマンガベーにおける広範な研究により、SIVsmm感染は、高レベルのウイルスが循環しているにもかかわらず、いかなる疾病も引き起こさないことが立証されている。進化的適応の結果として獲得した回避戦略には、CCR5コアセプターの活性を制御することなどが挙げられる。

## 歴史
ヒトのAIDSに似た免疫不全は、1983年に米国で飼育下のサルではじめて報告され、1985年にはこのような免疫不全状態にあった飼育下のアカゲザルからSIVが単離された。
従来、チンパンジーはSIVcpzと呼ばれるSIVの独立した系統の最初の宿主だと考えられていたが、むしろSIVcpzはチンパンジーが他のサルを捕食した際に、異なるSIV系統（SIVgsnとSIVrcm）が組み合わさって生じた可能性が高いと考えられている。つまり、チンパンジーはSIVの起源ではなく、他のサルからSIVを獲得したと考えられる。 チンパンジーはシロエリマンガベイ（英語: red-capped mangabey）やグレータースポットノーズドモンキー（英語: greater spot-nosed monkey）といったサルを狩猟し、食用にすることが知られており、これらのサルが保有していた異なるSIVがチンパンジーの体内で組み合わさり、SIVcpzが誕生したと考えられている。
2010年、SIVが少なくとも32,000年前からビオコ島のサルに感染していたことが報告された。この報告がなされるまで、配列の分子時計による分析に基づき、サルのSIV感染は過去数百年の間に起こったと考えていた。アフリカのサルがSIVに適応したように、ヒトがHIV感染に自然に適応し、感染による害を受けなくなるまでには、同様の時間がかかると推定されている。